# Monzelfeld
Monzelfeld település Németországban, Rajna-vidék-Pfalz tartományban. Lakosainak száma 1310 fő (2023. december 31.).

## Népesség
A település népességének változása:
| Lakosok száma | 1069 | 1256 | 1242 | 1309 | 1317 | 1310 |
|               | 1975 | 2017 | 2019 | 2021 | 2022 | 2023 |